# ۵۲۱ (قمری)
۵۲۱ (قمری)، پانصد و بیست و یکمین سال در گاهشماری هجری قمری است. اول محرم این سال برابر با بیست و چهارم ژانویه سال ۱۱۲۷ میلادی است.

## درگذشتگان
- محمد معزی، شاعر پارسی